# Лысенко, Иван Захарович
Иван Захарович Лысенко (7 [20] сентября 1907, Кривой Рог, Херсонская губерния — 28 мая 1975, Алма-Ата) — советский учёный в области горного дела, горный инженер. Доктор технических наук (1962), профессор (1963).

## Биография
Родился 7 (20) сентября 1907 года в местечке Кривой Рог.
В 1922—1930 годах — горняк, заведующий шахтой рудоуправления имени Октябрьской революции в Кривом Роге. В 1930 году окончил Криворожский вечерний рабочий горный институт. В 1930—1936 годах — в Криворожском горнорудном институте: преподаватель, доцент, декан, заведующий вечерним отделением.
В 1936—1941 годах — в Казахском горно-металлургическом институте (ныне КазНИТУ, Satbayev University): декан горного факультета, заместитель директора.
Участник Великой Отечественной войны с декабря 1941 года — помощник начальника отдела разведотдела Калининского фронта.
В 1943—1949 годах — в Институте горного дела АН Казахской ССР: основатель и заведующий сектором горного дела. В 1949—1971 годах проводил научную работу по разведке рудных залежей Тянь-Шаня и Памира. В 1971—1975 годах — директор Института горного дела АН Казахской ССР.
Умер 28 мая 1975 года в городе Алма-Ата, похоронен на Центральном кладбище города.

## Научная деятельность
Специалист в области добычи полезных ископаемых. Автор 117 научных работ, 7 монографий. Подготовил 15 кандидатов технических наук.
Основные научные работы посвящены добыче полезных ископаемых в высокогорных районах. Проводил исследования на рудниках Алтая и Ачисая.
Создал и внедрил в производство машины, обеспечивающие безопасность, высокую продуктивность, погрузку и перевозку руды на месторождениях Жезказгана, Текели, Лениногорска. Открыл новые методы блокированного сваливания руд на Лениногорском и Текелийском комбинатах.
Изучал историю горного дела в Кривбассе, один из первых написал историю горных работ на Криворожье.
В 1969 году — председатель Всесоюзной конференции по проблемам разработки ископаемых в условиях высокогорья (Ташкент).

### Научные труды
- Система подэтажной выемки. — Алма-Ата, 1948.
- Разработка высокогорных месторождений. — Алма-Ата, 1958.
- Разработка рудных месторождений. — М., 1963.
- Будущее методов добычи руд. — Алма-Ата, 1971.

## Награды
- Орден Ленина;
- дважды орден «Знак Почёта»;
- Заслуженный деятель науки и техники Казахской ССР (1964);
- медали.